# Bernardita Hurtado Low
Bernardita Hurtado Low (Ancud, 1953) es una profesora, escritora, documentalista y poeta chilena vinculada al movimiento de «escritores patagónicos». Sus trabajos se enmarcan en el género de la literatura infantil y juvenil, siendo una de las dos exponentes de este género en el sur de Chile según Marian Zink P., junto con Antonieta Rodríguez, a quien se le vincula con el Grupo Polígono de Puerto Montt.
Estudió pedagogía en castellano en la Universidad Austral de Chile y en la Universidad de Los Lagos, y actualmente se desempeña como docente en Palena. Además, fue locutora radial entre 1999 y 2003 en la Radio Estrella del Mar de Palena.
Su literatura, de acuerdo con Gabriela Mariel Espinosa, incluye «diversos elementos del mundo marítimo entremezclados con relatos sobre sujetos que sienten en carne propia la soledad más profunda», como en el caso de Río o Derrotero, poemas publicados en Furia y paciencia (2002). En 2004 recibió el Premio Elena Caffarena entregado por el Servicio Nacional de la Mujer.

## Obras
- Furia y paciencia (Ediciones Kultrún, 2001 y 2010).
- Aromas de infancia (Ediciones Kultrún, 2004).
- Alto Palena y su faceta de memorialista (Ediciones Kultrún, 2010).

Aparición en antologías
- 100 Años 100 poemas, del Consejo Comunal de Cultura de Parral (LOM Ediciones Ltda., 2004).
- Un camino en la selva, un paso a la libertad, de Ramón Quichiyao (Pentagrama Editores, 2003).
- Las otras palabras, de Ariel Puyelli (Esquel, Patagonia Argentina, 2007).
- Ronda de letras, giraversos y poemas que caminan, vuelan y nadan, de Fernanda Arrau (Ediciones Recrea Ltda., Santiago, 2009).
- Cuentos chilenos para niños cubanos (Instituto Cubano del Libro, Editorial Oriente, Santiago de Cuba, 2008).

Filmografía
- Palena, vida de un pueblo en la frontera (2002).